# RuPaul's DragCon
RuPaul's DragCon es una convención anual comercial y de admiradores de la cultura del transformismo. Se celebró por primera vez en la ciudad de Los Ángeles en 2015 bajo el lema: “El arte de drag, la cultura queer y la autoexpresión para todos”.
Según Glossy, “El grupo demográfico principal del evento son jóvenes de entre 18 y 34 años, con un 60% de asistentes mujeres y un 40% hombres. Alrededor del 60% de la audiencia de la DragCon se identifica como LGBTQ y el 40% como heterosexual”.
Para el 2020, debido a la Pandemia de Covid-19, el evento fue celebrado de manera digital.

## DragCon LA
- 16 y 17 de mayo de 2015.
- 7 & 8 de mayo de 2016.
- 28, 29 y 30 de abril de 2017.
- 11, 12 y 13 de mayo de 2018.
- 24, 25 y 26 de mayo de 2019.
- 13, 14 y 15 de mayo de 2022.
- 12 y 13 de mayo de 2023.
- 19 y 20 de julio de 2024.

## DragCon NYC
- 28, 29 y 30 de septiembre de 2018.
- 6, 7 y 8 de septiembre de 2019.

## DragCon UK
- 17, 18 y 19 de enero de 2020.
- 6, 7 y 8 de enero de 2023.
- 13 y 14 de enero de 2024.
- 10 y 11 de enero de 2025